# Robert de Wavrin

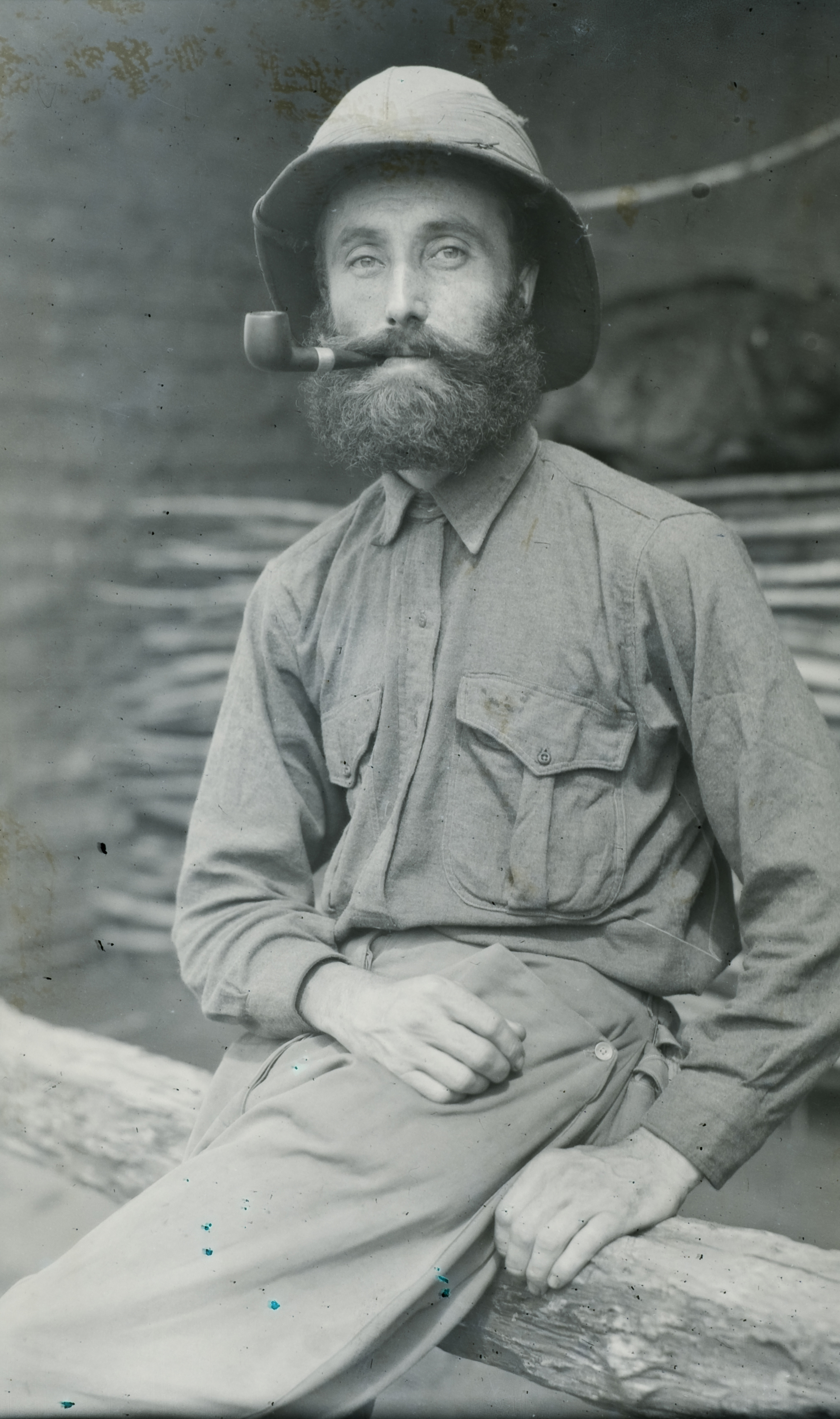
Markies Robert de Wavrin

Graaf Robert de Wavrin de Villers-au-Tertre (Bottelare, 29 augustus 1888 - Ukkel, 29 juni 1971) was een Belgisch etnoloog, ontdekkingsreiziger en pionier van de Belgische cinema. Hij was de zoon van Henri de Wavrin Villers-au-Tertre en Maria Dons de Lovendeghem.
Hij leefde tot 1913 op het kasteel van Ronsele bij Zomergem. Tussen 1913 en 1937 verkende hij Zuid-Amerika en bestudeerde hij de Indiaanse stammen, voornamelijk in de stroomgebieden van de Orinoco en Amazone. Hij financierde zijn verkenningen volledig met zijn persoonlijke fortuin. De insteek van Robert de Wavrin was om vanaf 1913 onvermoeibaar het Zuid-Amerikaanse continent te verkennen en ruim vijfentwintig jaar tussen de Indianen te leven. Hij brengt een reeks getuigenissen (foto's en films) terug over inmiddels verdwenen culturen. De bekendste van zijn langspeelfilms zijn “Au Centre de l’Amérique du Sud inconnue” (1924) en “Au pays du Scalp” (1931).
Hij was een telg uit het geslacht De Wavrin de Villers-au-Tertre, een van de oudste families uit het voormalige graafschap Vlaanderen.

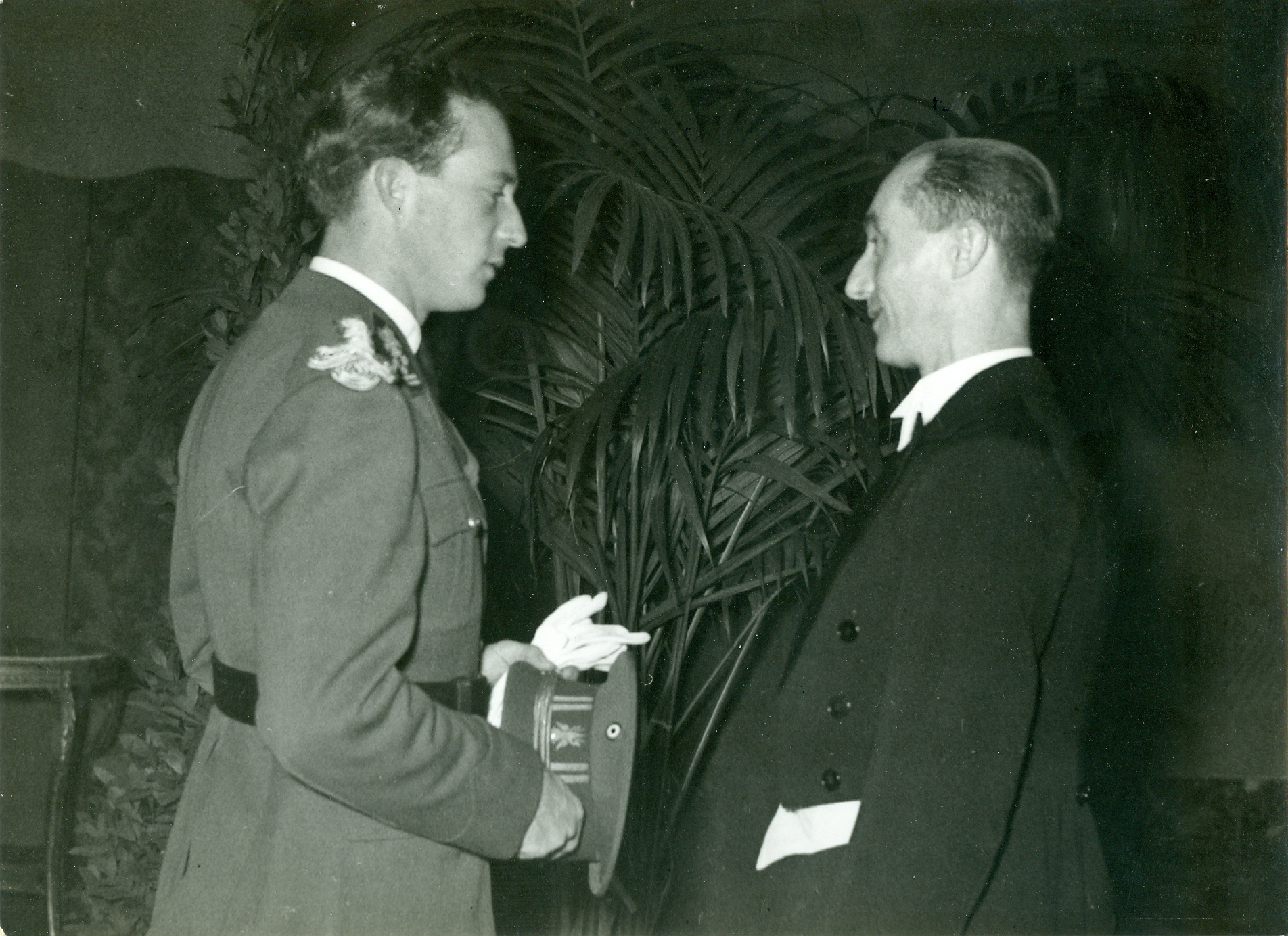
met Koning Léopold III

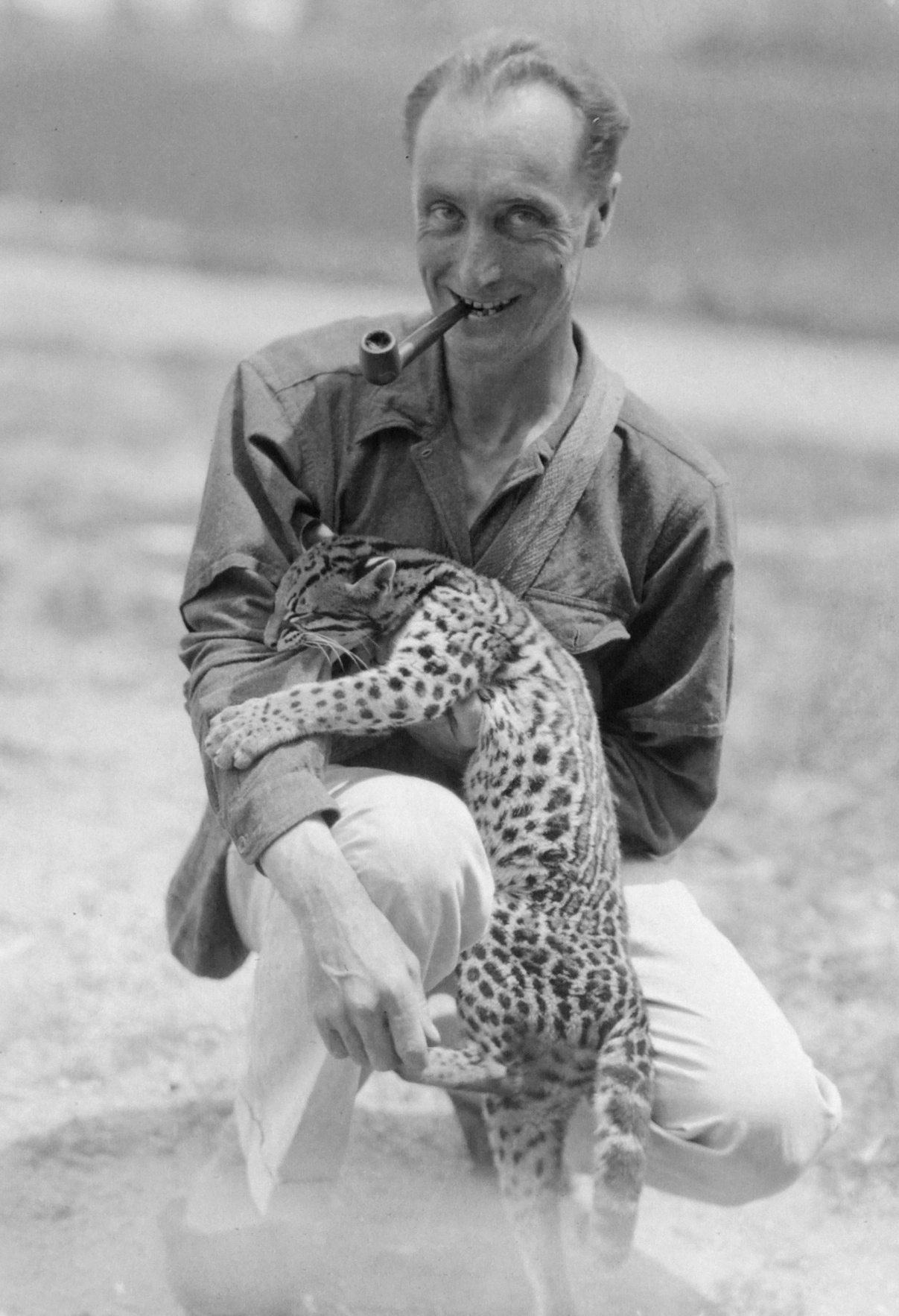
De markies de Wavrin met een jonge ocelot

## Publicaties
- Mœurs et Coutumes des Indiens sauvages de l'Amérique du Sud, Payot, 1937 - 656 pagina's
- Les Jivaros Réducteurs de têtes, Payot, 1941 - 212 pagina's
- À travers les Forêts de l'Amazone, Payot, 1943 - 242 pagina's
- Du grand Chaco à l'Amazone, C. Dessart, 1944 - 270 pagina's
- Les Indiens sauvages de l'Amérique du Sud. Vie sociale, Payot, 1951 - 301 pagina's
- Mythologie, Rites et Sorcellerie des Indiens de l'Amazonie, Éditions du Rocher, 1979 - 392 pagina's (postuum werk)

## Filmografie
Langspeelfilms
- Au Centre de l’Amérique du Sud inconnue, 1924
- Au Pays du Scalp, 1931
- Chez les Indiens Sorciers, 1934
- Venezuela petite Venise, 1937

Kortfilms
- Le Paraguay, 1925
- Les Indiens du Gran Chaco, 1925
- Les Chutes de l’Iguacu, 1925
- Les Iles à guano, 1931
- Les Sucreries du nord-ouest de l’Argentine, 1931
- Du Pacifique à l’Atlantique, 1931
- Le chemin de fer le plus haut du monde, onbekende datum

Eind 2017 maakte Grace Winter, antropologe en onderzoekster bij het Koninklijk Belgisch Filmarchief samen met regisseur Luc Plantier voor CINEMATEK de documentaire Le Marquis de Wavrin, du manoir à la jungle.